# Rxvt
rxvtは、X Window Systemの端末エミュレータの一つ。
xtermから余計な機能を削って軽量化したものとしてRob Nationによって開発された。
Tektronix 4014のエミュレーション機能など、ほとんど使われないと思われる機能が削られている。
rxvtはxvtターミナルエミュレータの拡張バージョンであり、「our xvt」に由来している。
最近のバージョンでは、簡易的な擬似透明化機能をサポートする。

## rxvt-unicode
rxvt-unicode（urxvt）はMarc Lehmannによって開発されたrxvtのクローンである。
国際化とユニコードのサポートが主な目標であり、同時にさまざまなフォントや言語での表示ができる。
また、rxvtのようにリソースの節約も目標の一つである。
擬似透明化、Perlによる拡張、Xftフォントのサポートなどの機能が実装されているが、
その一方でリソースを消費しないような設定も可能であるとしている。
さらに、複数の端末を起動した際にメモリ使用量や起動時間を劇的に減少させるデーモンモードも実装されている。

## その他の派生ターミナル
- aterm
- mrxvt